# Rzepedź Wąskotorowa
Rzepedź Wąskotorowa – nieczynna wąskotorowa stacja kolejowa w Rzepedzi, w województwie podkarpackim, w Polsce.
Była stacją końcową Bieszczadzkiej Kolejki Leśnej, wyłączonej z eksploatacji na tym odcinku w 1994 roku.